# Теремец (Владимирская область)
Теремец — деревня в Суздальском районе Владимирской области России, входит в состав Новоалександровского сельского поселения.

## География
Деревня расположена в 9 км на северо-запад от центра поселения села Новоалександрово и в 22 км на северо-запад от Владимира.

## История
Впервые деревня Теремец упоминается в жалованной грамоте царя и великого князя Иоанна Васильевича митрополиту Московскому Симону в 1504 году о неподсудности митрополичьих сел и деревень. В конце XVI столетия по «жалованной грамоте патриарха Иова 1597 года» половиной деревни Теремец владел боярин Федор Рагозин. В 1628 году это право на владение за боярином Рагозиным было подтверждено жалованной ему грамотой патриарха Филарета. После смерти боярина Федора Рагозина в 1630 году, право владения «жалованной грамотой патриарха Филарета 1631 года» дано было его детям: Никите и Андрею Рагозиным.
В конце XIX — начале XX века деревня входила в состав Петроковской волости Владимирского уезда, с 1926 года — в составе Стародворской волости. В 1859 году в деревне числилось 24 дворов, в 1905 году — 42 дворов, в 1926 году — 45 хозяйств и начальная школа.
С 1929 года деревня входила в состав Стародворского сельсовета Владимирского района, с 1935 года — в составе Небыловского района, с 1965 года — в составе Суздальского района, с 2005 года — в составе Новоалександровского сельского поселения.

## Население
| 1859 | 1905 | 1926 |
| ---- | ---- | ---- |
| 173  | 261  | 239  |

| 1859 | 1905 | 1926 | 2002 | 2010 | 2021 |
| ---- | ---- | ---- | ---- | ---- | ---- |
| 173  | ↗261 | ↘239 | ↘2   | ↗3   | ↗12  |